# Lo de Juárez
Lo de Juárez är en ort i Mexiko.   Den ligger i kommunen Irapuato och delstaten Guanajuato, i den centrala delen av landet, 270 km nordväst om huvudstaden Mexico City. Lo de Juárez ligger 1 768 meter över havet och antalet invånare är 4 378.
Terrängen runt Lo de Juárez är huvudsakligen platt, men åt sydväst är den kuperad. Runt Lo de Juárez är det tätbefolkat, med 276 invånare per kvadratkilometer. Närmaste större samhälle är Irapuato, 10,3 km söder om Lo de Juárez. Trakten runt Lo de Juárez består till största delen av jordbruksmark.